# Sloanea acutiflora
Sloanea acutiflora là một loài thực vật thuộc họ Elaeocarpaceae. Đây là loài đặc hữu của Suriname.